# Virus leukemije miševa
Virusi leukemije miševa (engl. Murine leukemia virus, MLV, MuLV) su retroviruses koji su dobili ime po njihovoj sposobnosti da uzrokuju kancer kod miševa. Neki MLV virusi mogu da uzrokuju infekciju kod drugih kičmenjaka. MLV virusi obuhvataju egzogene i endogene viruse. Replicirajući MLV virusi imaju pozitivno smisleni, jednolančani RNK (ssRNA) genom koji se replicira putem DNK intermedijera procesom reverzne transkripcije.

## Klasifikacija
Virusi leukemije miševa su tip VI retrovirusa koji pripada gama retrovirusnom rodu familije Retroviridae. Pomoću elektronske mikroskopije je određeno da viralne čestice replikujućih MLV virusa imaju C-tip morfologije.
MLV virusi obuhvataju eegzogene i endogene viruse. Egzogene forme se prenose kao nove infekcije sa sa jednog domaćina na drugog. Molonijev, Rausčerov, Abelsonov i Frendov MLV, virusi imenovani po osobi koja ih je otkrila, se koriste u istraživanjima kancera.
Endogeni MLV virusi se integrišu u genom domaćina i prenose se sa generacije na generaciju. Staj i Kofin su ih klasifikovali u četiri kategorije po specifičnosit domaćina, što je zavisno od genomske sekvence njihobog omotača. Ekotropni MLV virusu mogu da inficiraju ćelije miševa u kulturi. Neekotropni MLV virusi mogu da budu ksenotropni (od xeno, "stran", koji inficira druge vrste, pored miševa), politropni ili modifikovani politropni (inficiraju opseg domaćina uključujući miševe). Različiti sojevi moševa mogu da imaju različite brojeve vrsta endogenih retrovirusa, i novi virusi nastaju putem recombinacije endogenih sekvenci.

## Spoljašnje veze
- Fry, Jeremy W.; Wood, Kathryn J. (1999-06-08). „Gene therapy: potential applications in clinical transplantation”. Expert Reviews in Molecular Medicine: 1—20. PMID 14585123. doi:10.1017/S1462399499000691. „Table 1. A comparison of vectors in use for clinical gene transfer”
- Sliva K, Erlwein O, Bittner A, Schnierle BS (2004). „Murine leukemia virus (MLV) replication monitored with fluorescent proteins”. Virol. J. 1: 14. PMC 544597 . PMID 15610559. doi:10.1186/1743-422X-1-14.
- „Murine leukemia virus”. NCBI Taxonomy Browser. 11786.